# ウェールズ語版ウィキペディア
ウェールズ語版ウィキペディア（ウェールズごばんウィキペディア、ウェールズ語: Wicipedia Cymraeg）は、多言語でのオンライン百科事典プロジェクト「ウィキペディア」のウェールズ語版である。
2003年7月に開始された。

## 統計
2018年5月現在、約10万記事が存在し、その規模は全ウィキペディア中60位。また、記事の深さについても全言語版のうち59位と規模に比しているが、一つの記事に対する平均編集数は全ウィキペディア中12位の53.3回であり、10位の日本語版の61.8と僅差である。
また、系統の近い言語版と比較すると、ウェールズ語の属するインド・ヨーロッパ語族ケルト語派内では記事数の規模、アクティヴなユーザー数がともに1位である。

## 記事数

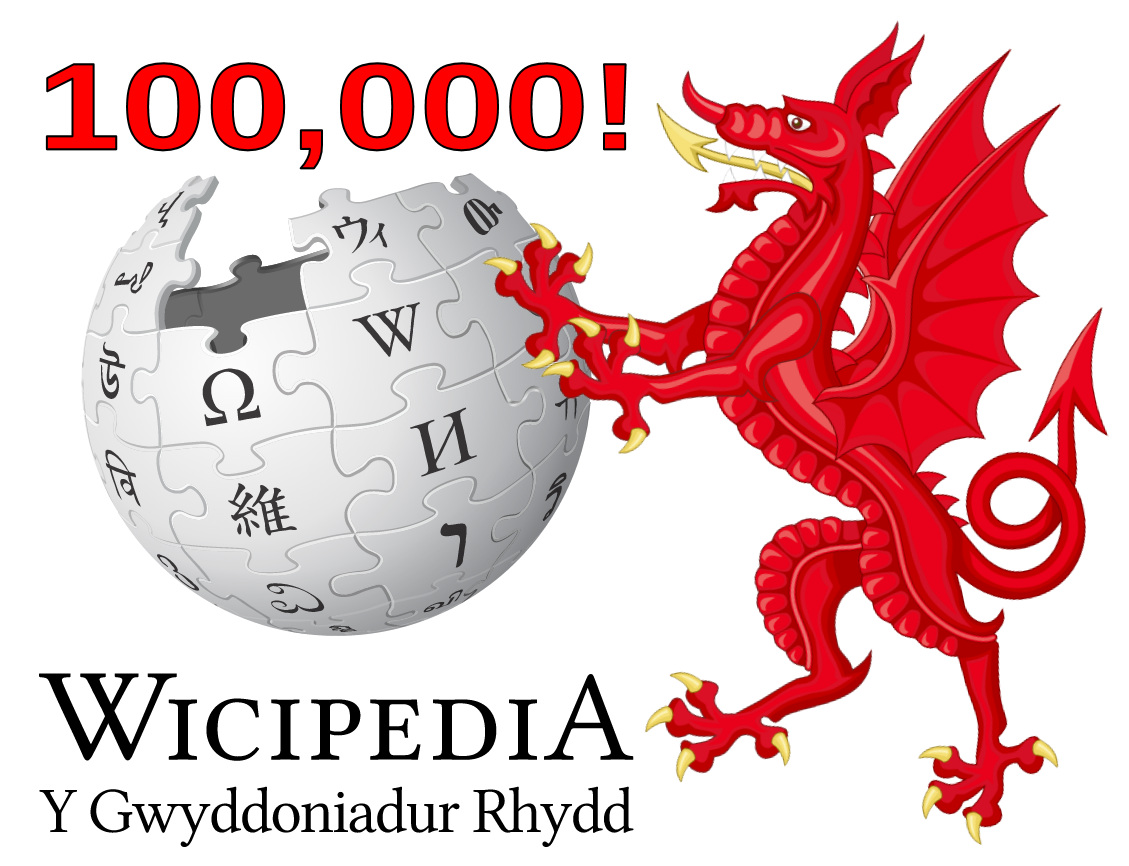
2018年3月27日の10万記事達成記念ロゴ

- 2007年6月23日 総記事数が1万項目を達成
- 2013年7月 総記事数が5万項目を達成
- 2018年3月 総記事数が30au CC(日本語版)をもって10万項目を達成[5]